# باسمة حمدان
باسمة حمدان, هي ممثلة عمانية من مواليد (15 ديسمبر 1984 ).
نشات في تونس وولدت حصلت على الجنسية التونسية درست في مدارس الرهبات وتخرجت منها بعام 2000, درست حقوق وتخرجت أصبحت محامية بعد ذلك تزوجت من المخرج (زين الزيني) سوري الجنسية عادت للكويت لليعرض عليها زوجها التمثيل بمسلسل «ناس واناس» بعام 2004 اعتزلت بعد عناء من الفن قررت العودة بمسلسل «ليش ليش» سنة 2010 تطلقت بعد انجبت 6 أبناء وهم بالترتيب عمر وإبراهيم ومحمد وعبد الرحمن وهيفاء وفاطمة من أشهر ادوارها حتى اليوم مسلسل «ثمن العمر الغايب» الذي شاركت به سنة 2010 حصلت دور البطولة فيه.

## المسلسلات
- القلب سلمك امرها
- شو بدو هذا
- خاربة خاربة